# Laws of Attraction
Laws of Attraction (Alternativtitel: Laws of Attraction – Was sich liebt, verklagt sich) ist eine 2004 produzierte Komödie von Peter Howitt.

## Handlung
Die Scheidungsanwälte Daniel Rafferty und Audrey Woods leben und praktizieren in New York City. Sie werden Gegner in einem Prozess, bei dem es den Mandanten Thorne Jamison und Serena um eine Immobilie in Irland geht.
Rafferty und Woods fahren nach Irland. Nach einem feuchtfröhlichen Abend wachen sie am nächsten Tag gemeinsam in einem Bett auf. Sie erinnern sich, dass sie am Vortag geheiratet haben. Sie versuchen den Fall zu klären und gelangen in eine Ehekrise. Am Ende finden beide Paare wieder zusammen.

## Rezeption
Der mit einem Budget von 28 Millionen US-Dollar gedrehte Film spielte in den US-Kinos knapp 18 Millionen Dollar ein.
- Das Lexikon des internationalen Films: Die „Komödien-Grundkonstellation“ sei „klassisch“, leblos und witzlos und die Hauptdarsteller wirkten „lustlos“.
- William Arnold im Seattle Post-Intelligencer: Die Hauptdarsteller „glänzen“, wenn man die „Einschränkungen des Drehbuchs“ berücksichtigt. Die Komödie biete weder die „psychologische Erkenntnis“ noch die „anhaltende Inspiration einer Screwball-Comedy“. Sie setze jedoch mehr auf die „bitter-sauren“ Dialoge und auf die Charaktere als auf die „üblichen penisbezogenen Witze“. (vollst. Kritik (englisch))
- Ruthe Stein im San Francisco Chronicle: Die „klugen“ Dialoge seien die „Hauptattraktion“ der Komödie. (vollst. Kritik) (englisch)

## Auszeichnungen
Zwei Nominierungen für den irischen IFTA Award im Jahr 2004: Kostüme und Make-up.